# Sicherheitspartner
Im deutschen Bundesland Brandenburg sind seit 1994 Sicherheitspartner als Ergänzung zur Polizei tätig, deren Ziel es ist, der Bevölkerung ein Gefühl von Sicherheit zu geben. Dieses Ziel soll durch die Sichtbarkeit und das Anbieten von Serviceleistungen der Sicherheitsberater erfüllt werden. Es soll des Weiteren eine politisch gewünschte Alternative zu möglichen Nachbarschaftswachen oder Bürgerwehren geschaffen werden. Die Sicherheitsberater haben keine besonderen Befugnisse und verfügen ausschließlich über so genannte Jedermannrechte.
Von 2016 bis 2020 waren auch im österreichischen Burgenland Sicherheitspartner tätig.

## Brandenburg
Entlang der polnischen Grenze sowie in der Umgebung von Berlin gibt es über 400 Sicherheitspartner (SiPa) (Stand 2018). Rechtsgrundlage ist der Erlass des brandenburgischen Innenministers vom 11. Oktober 1995, IV/8 - 276, zur Aktion Kommunale Kriminalitätsverhütung (KKV). Im Gegensatz zu den freiwilligen Polizeidiensten bzw. Sicherheitswachten in anderen Bundesländern gibt es für die Sicherheitspartner in Brandenburg keine Ausbildung und der Dienst wird unbewaffnet durchgeführt. Die SiPa erhalten lediglich eine Urkunde des Landes, eine Jacke mit der Aufschrift Sicherheitspartner, eine Versicherung und 25 € pro Monat. SiPa-Mitarbeiter sollen keinesfalls eingreifen, sondern die Polizei rufen, falls es notwendig erscheint.

### Aufgabenbereich
Der Umfang der Aufgaben wird in Verabredung mit der jeweiligen der örtlichen Einwohnerversammlung getroffen und ist daher unterschiedlich festgelegt. Es können folgende Bereiche sein:

#### Aktive Tätigkeiten
- Begleit- und Abholdienste, zum Beispiel für Rentner
- Anwesenheit oder Begleitung auf Schulwegen
- Anwesenheit in örtlichen „Angst-Räumen“, insbesondere auf den Wegen von und zu Haltestellen, an Unterführungen, in Parks oder Durchführung von Schlichtungsgesprächen
- Gestaltung von und Mitwirkung an Selbstbehauptungslehrgängen
- Wahrnehmung von Maßnahmen der Nachbarschaftshilfe, zum Beispiel bei Mitbewohnern ohne direkte Nachbarn

#### Beratende Tätigkeit
- zur Verkehrssicherheit
- zum Eigenschutz gegen kriminelle Aktivitäten

Sämtliche Tätigkeiten werden in Absprache mit der zuständigen Kommunalverwaltung und der Polizei Brandenburg durchgeführt.

## Burgenland
Von 2016 bis zum Ende des Jahres 2020 wurden von Landesregierung Sicherheitspartner eingesetzt. Es handelte sich um einen Pilotversuch in einigen Gemeinden an der ungarischen und slowakischen Grenze, um einerseits das Sicherheitsgefühl der Bevölkerung nach der Migrationskrise von 2015 zu heben und andererseits Nachbarschaftshilfe zu erbringen. Der Pilotversuch wurde mehrfach verlängert, jedoch nach der Landtagswahl im Jahr 2020 eingestellt, da die SPÖ die Sicherheitsagenden vom ehemaligen Koalitionspartner FPÖ übernahm und das Programm aus Kostengründen Ende 2020 einstellte.

### Ausbildung
Die Dienststellen wurden bewusst an Langzeitarbeitslose ohne Matura vergeben, die Ausbildung des Personals dauerte elf Tage. Die Schulungsinhalte waren Recht, Selbstschutz, „Streitschlichten“ und Erste Hilfe. Die 24 Sicherheitspartner waren Angestellte einer privaten Sicherheitsfirma.

### Aufgabenbereiche

#### Sicherheit
- Kontrollfahrten
- Melden von verdächtigen Wahrnehmungen an die Polizei[15]

#### Dienstleistungen für Gemeinden
- Melden von Verunreinigungen an die zuständige Gemeinde
- Objektschutz
- Schulwegsicherung auf Wunsch einer Gemeinde[16]

#### Nachbarschaftshilfe / Serviceleistungen für Bürger gegen Bezahlung
- Erledigung von Einkäufen für mobilitätseingeschränkte Personen
- Erledigung von kleineren Arbeiten für mobilitätseingeschränkte Personen
- Nachschau und Kontrolle von Objekten, deren Bewohner verreist sind[14][8]

Die Sicherheitspartner trugen eine Uniform, verfügten über einen Tabletcomputer und hatten elektrisch angetriebene Patrouillenfahrzeuge.